# Велес-Бланко
Велес-Бланко (ісп. Vélez-Blanco) — муніципалітет в Іспанії, у складі автономної спільноти Андалусія, у провінції Альмерія. Населення — 2282 особи (2010).
Муніципалітет розташований на відстані близько 330 км на південний схід від Мадрида, 100 км на північ від Альмерії.
На території муніципалітету розташовані такі населені пункти: (дані про населення за 2010 рік)
- Велес-Бланко: 1419 осіб
- Алара: 111 осіб
- Альколуче: 4 особи
- Каналес: 110 осіб
- Дерде: 7 осіб
- Лас-Хунтас: 2 особи
- Масіан: 8 осіб
- Манченьйо: 0 осіб
- Лос-Молінос: 94 особи
- Монтайлон: 78 осіб
- Монтальвіче: 12 осіб
- Ель-Піар: 81 особа
- Рамбла-Сека: 8 осіб
- Ель-Ріо-Кларо: 15 осіб
- Солана: 46 осіб
- Тайбена: 15 осіб
- Топарес: 272 особи

## Демографія
Динаміка населення (INE ):

## Галерея зображень

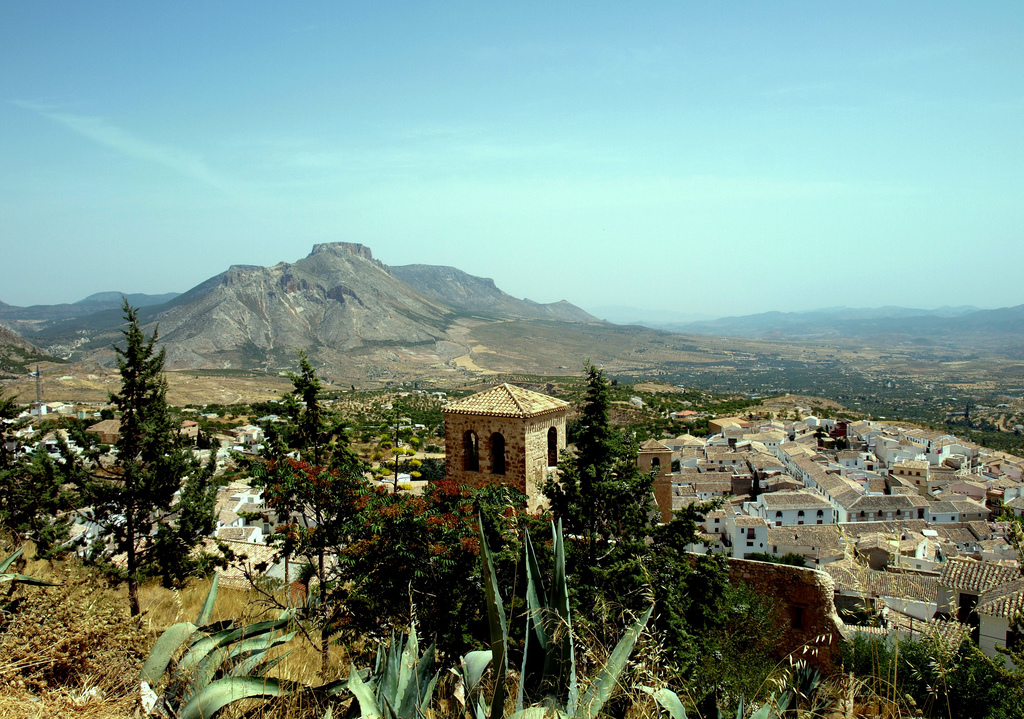
Велес-Бланко
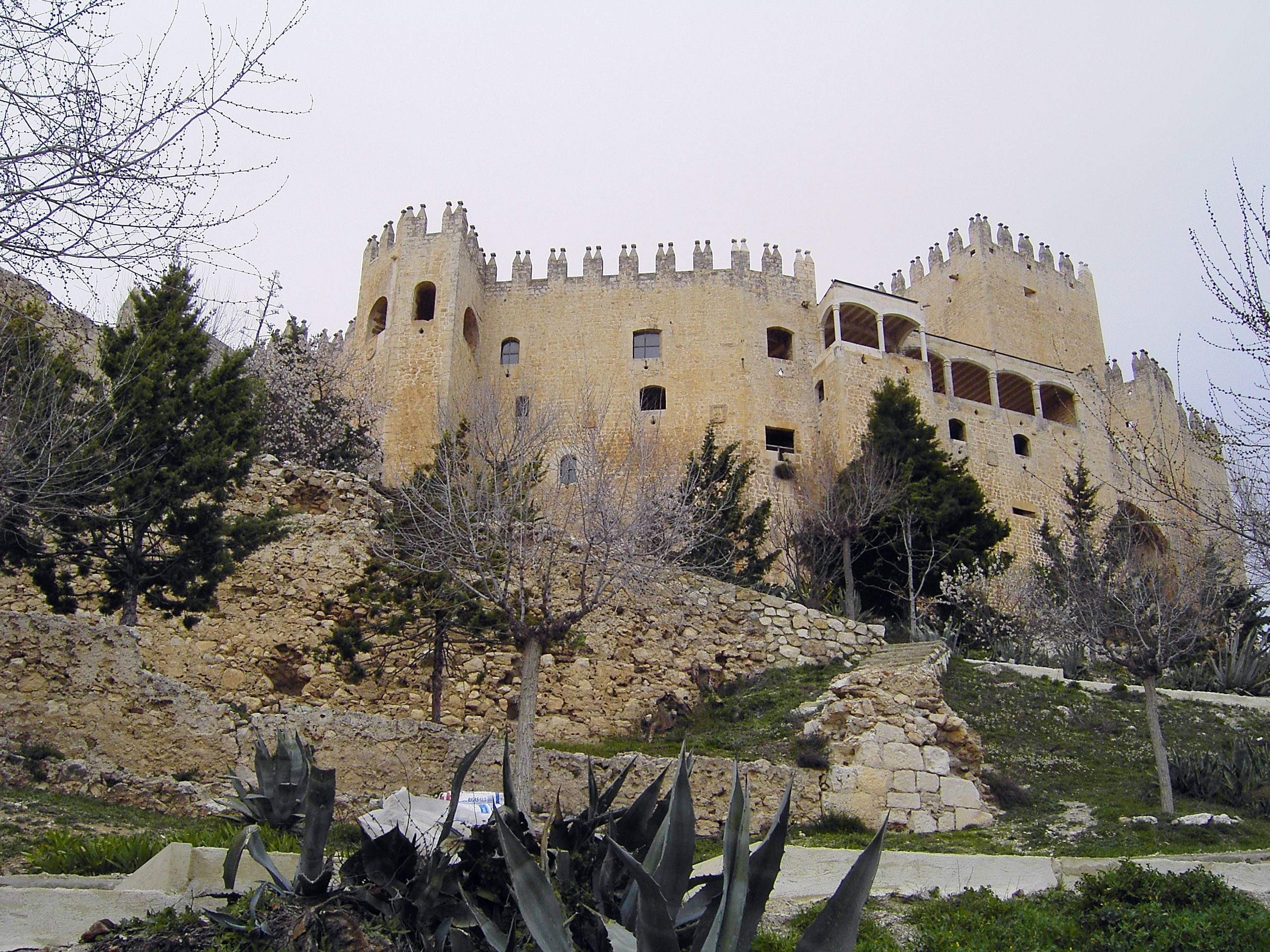
Замок (XVI століття)
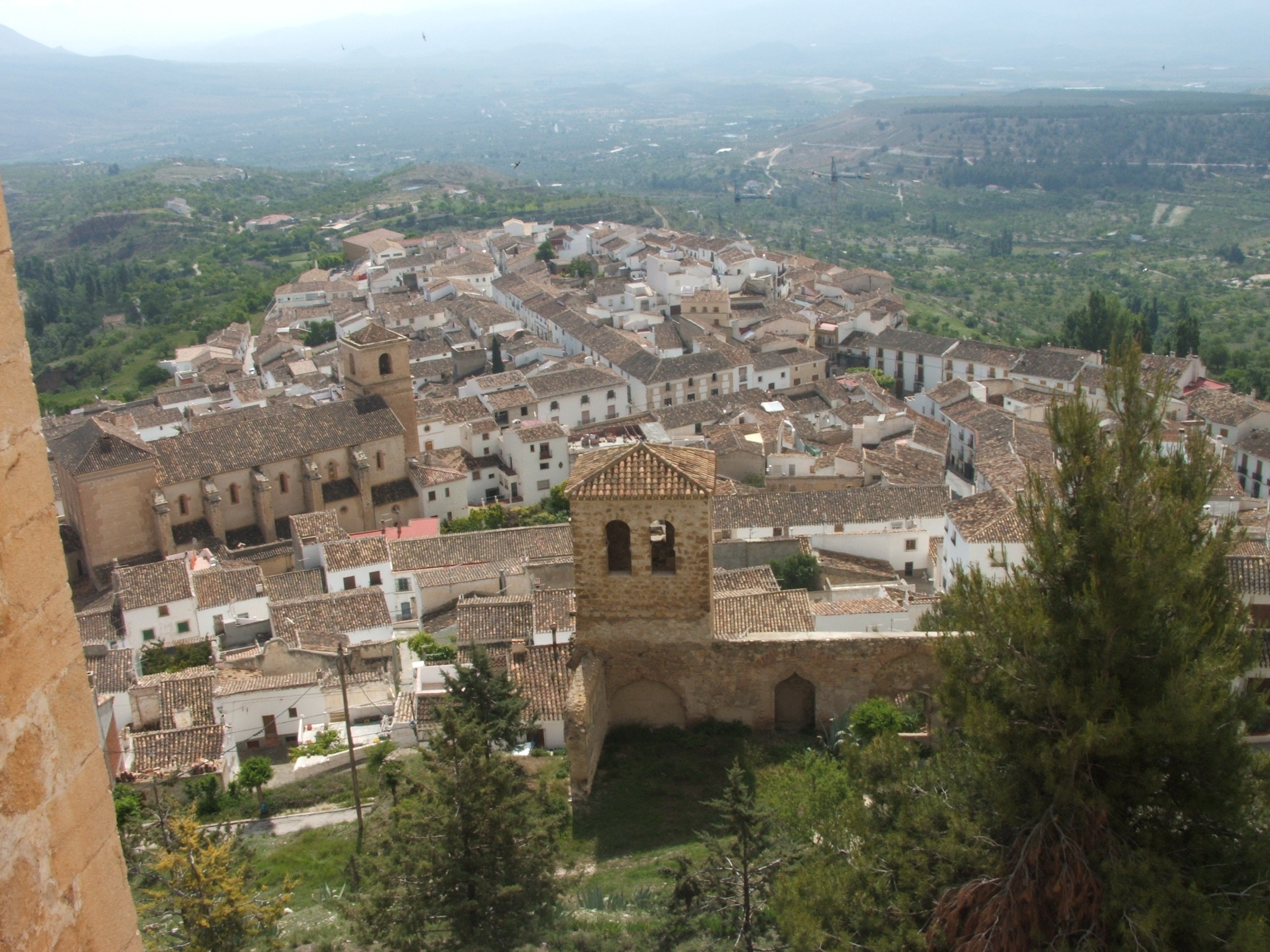
Велес-Бланко, вид з замку